# Futbol'nyj Klub Anži 2012-2013
Questa voce raccoglie le informazioni riguardanti il Futbol'nyj Klub Anži nelle competizioni ufficiali della stagione 2012-2013.

## Stagione
Dopo il quinto posto della precedente stagione, la squadra migliorò i risultati, ottenendo un ottimo terzo posto finale, anche se ben lontano dalle due contendenti al titolo, CSKA Mosca e Zenit San Pietroburgo, ottenendo un nuovo accesso alle coppe europee.
Ottimo fu anche il cammino in coppa di Russia, dove raggiunse la finale superando, nell'ordine, Ural (vittoria in trasferta ai rigori), Kryl'ja Sovetov Samara agli ottavi (grazie al 2-1 casalingo), Dinamo Mosca (1-0 in casa ai supplementari) e Zenit San Pietroburgo in seminfinale, andando a vincere a San Pietroburgo per 1-0. In finale si arrese solo ai rigori nella sfida di Groznyj contro il CSKA Mosca, dominatrice della stagione.
In Europa League la squadra fu costretta a passare per le qualificazioni estive: qui eliminò nell'ordine gli ungheresi dell'Honvéd (al secondo turno preliminare), gli olandesi del Vitesse e gli olandesi del AZ Alkmaar (ai play-off), riuscendo a mantenere la porta imbattuta in ciascuna delle sei sfide. Sorteggiata nella fase a gironi in quarta fascia, fu inserita nel Girone A con Liverpool, Young Boys e Udinese: superò il turno arrivando seconda dietro gli inglese, arrivando a pari punti con lo stesso Liverpool e lo Young Boys.
Ai sedicesimi di finale riuscì ad eliminare i tedeschi dell'Hannover 96 nel doppio confronto (vittoria 3-1 all'andata, pareggio 1-1 al ritorno), ma fu eliminato agli ottavi dagli inglesi del Newcastle Utd (0-0 all'andata in casa, sconfitta esterna per 1-0 al ritorno).

## Rosa
| N. |                    | Ruolo | Calciatore       |
| -- | ------------------ | ----- | ---------------- |
| 1  | Russia (bandiera)  | P     | Vladimir Gabulov |
| 2  | Russia (bandiera)  | D     | Andrej Eščenko   |
| 3  | Russia (bandiera)  | D     | Ali Gadžibekov   |
| 5  | Brasile (bandiera) | D     | João Carlos      |
| 6  | Marocco (bandiera) | C     | Mbark Boussoufa  |
| 7  | Russia (bandiera)  | C     | Kamil' Agalarov  |
| 8  | Brasile (bandiera) | C     | Jucilei          |
| 9  | Camerun (bandiera) | A     | Samuel Eto'o     |
| 10 | Brasile (bandiera) | C     | Willian          |
| 13 | Russia (bandiera)  | D     | Rasim Tagirbekov |
| 14 | Russia (bandiera)  | C     | Oleg Šatov       |
| 15 | Russia (bandiera)  | D     | Arsenij Logašov  |

| N. |                                 | Ruolo | Calciatore             |
| -- | ------------------------------- | ----- | ---------------------- |
| 16 | Marocco (bandiera)              | C     | Mehdi Carcela-González |
| 17 | Russia (bandiera)               | C     | Šarif Muchammad        |
| 18 | Russia (bandiera)               | C     | Jurij Žirkov           |
| 19 | Costa d'Avorio (bandiera)       | A     | Lacina Traoré          |
| 20 | Russia (bandiera)               | C     | Fëdor Smolov           |
| 22 | Russia (bandiera)               | P     | Evgenij Pomazan        |
| 25 | Uzbekistan (bandiera)           | C     | Odil Ahmedov           |
| 26 | Russia (bandiera)               | P     | Azamat Dzhioev         |
| 28 | Russia (bandiera)               | A     | Serder Serderov        |
| 33 | Bosnia ed Erzegovina (bandiera) | D     | Emir Spahić            |
| 37 | Brasile (bandiera)              | D     | Ewerton                |
| 85 | Francia (bandiera)              | C     | Lass Diarra            |

## Risultati

### Campionato
| Machačkala 22 luglio 2012 1ª giornata | Anži | 2 – 1 referto | Kuban' | Stadio Dinamo |

| Rostov sul Don 29 luglio 2012 2ª giornata | Rostov | 2 – 2 referto | Anži | Stadio Olimp-2 |

| Machačkala 5 agosto 2012 3ª giornata | Anži | 1 – 0 referto | Amkar Perm' | Stadio Dinamo |

| Chimki 12 agosto 2012 4ª giornata | CSKA Mosca | 1 – 0 referto | Anži | Arena Chimki |

| Machačkala 19 agosto 2012 5ª giornata | Anži | 1 – 1 referto | Zenit San Pietroburgo | Stadio Dinamo |

| Machačkala 26 agosto 2012 6ª giornata | Anži | 4 – 2 referto | Mordovija | Stadio Dinamo |

| Samara 2 settembre 2012 7ª giornata | Kryl'ja Sovetov Samara | 1 – 2 referto | Anži | Stadio Metallurg (Samara) |

| Machačkala 16 settembre 2012 8ª giornata | Anži | 5 – 2 referto | Krasnodar | Stadio Dinamo |

| Vladikavkaz 24 settembre 2012 9ª giornata | Alanija Vladikavkaz | 0 – 1 referto | Anži | Respublikanskij stadion Spartak |

| Machačkala 30 settembre 2012 10ª giornata | Anži | 2 – 1 referto | Volga Nižnij Novgorod | Stadio Dinamo |

| Chimki 7 ottobre 2012 11ª giornata | Dinamo Mosca | 0 – 2 referto | Anži | Arena Chimki |

| Machačkala 20 ottobre 2012 12ª giornata | Anži | 2 – 1 referto | Spartak Mosca | Stadio Dinamo |

| Kazan' 28 ottobre 2012 13ª giornata | Rubin | 2 – 1 referto | Anži | Stadio Centrale di Kazan' |

| Machačkala 4 novembre 2012 14ª giornata | Anži | 3 – 1 referto | Terek Groznyj | Stadio Dinamo |

| Mosca 11 novembre 2012 15ª giornata | Lokomotiv Mosca | 1 – 1 referto | Anži | Stadio Lokomotiv |

| Machačkala 18 novembre 2012 16ª giornata | Anži | 0 – 0 referto | Rostov | Stadio Dinamo |

| Perm' 26 novembre 2012 17ª giornata | Amkar Perm' | 1 – 2 referto | Anži | Stadio Zvezda |

| Machačkala 2 dicembre 2012 18ª giornata | Anži | 2 – 0 referto | CSKA Mosca | Stadio Dinamo |

| San Pietroburgo 10 dicembre 2012 19ª giornata | Zenit San Pietroburgo | 1 – 1 referto | Anži | Stadio Petrovskij |

| Saransk 10 marzo 2013 20ª giornata | Mordovija | 2 – 0 referto | Anži | Start Stadion |

| Machačkala 17 marzo 2013 21ª giornata | Anži | 1 – 1 referto | Kryl'ja Sovetov Samara | Stadio Dinamo |

| Krasnodar 31 marzo 2013 22ª giornata | Krasnodar | 4 – 0 referto | Anži | Stadio Kuban' |

| Machačkala 7 aprile 2013 23ª giornata | Anži | 0 – 0 referto | Alanija Vladikavkaz | Stadio Dinamo |

| Nižnij Novgorod 14 aprile 2013 24ª giornata | Volga Nižnij Novgorod | 0 – 3 referto | Anži | Stadio Lokomotiv |

| Machačkala 21 aprile 2013 25ª giornata | Anži | 3 – 3 referto | Dinamo Mosca | Stadio Dinamo |

| Mosca 28 aprile 2013 26ª giornata | Spartak Mosca | 2 – 0 referto | Anži | Stadio Lužniki |

| Machačkala 4 maggio 2013 27ª giornata | Anži | 2 – 1 referto | Rubin | Stadio Dinamo |

| Groznyj 12 maggio 2013 28ª giornata | Terek Groznyj | 1 – 0 referto | Anži | Achmat-Arena |

| Machačkala 20 maggio 2013 29ª giornata | Anži | 2 – 1 referto | Lokomotiv Mosca | Stadio Dinamo |

| Krasnodar 26 maggio 2013 30ª giornata | Kuban' | 1 – 0 referto | Anži | Stadio Kuban' |

### Coppa di Russia
| Ekaterinburg 27 settembre 2012 Sedicesimi di finale | Ural                 | 0 – 0 (d.t.s.) referto | Anži | Stadio Centrale di Kazan' |
| \| \| \| \| \| \| Tiri di rigore 2 – 4 \| \|        |                      |                        |      |                           |
|                                                     |                      |                        |      |                           |
|                                                     | Tiri di rigore 2 – 4 |                        |      |                           |

| Machačkala 31 ottobre 2012 Ottavi di finale | Anži | 2 – 1 referto | Kryl'ja Sovetov Samara | Stadio Dinamo |

| Kaspijsk 17 aprile 2013 Quarti di finale | Anži | 1 – 0 referto | Dinamo Mosca | Anži-Arena |

| San Pietroburgo 8 maggio 2013 Semifinali | Zenit San Pietroburgo | 0 – 1 referto | Anži | Stadio Petrovskij |

| Arbitro: | Aleksandr Egorov |

|                                                |                      |                                         |
| Musa 9’                                        | Marcatori            | 74’ Diarra                              |
| Mamayev V. Berezuckij Musa Vágner Love Doumbia | Tiri di rigore 4 – 3 | Boussoufa Zhirkov Willian Jucilei Eto'o |

### Europa League
| Arbitro: | Alon Yefet |

|             |           |  |
| Jucilei 22’ | Marcatori |  |

| Arbitro: | Luca Banti |

|  |           |                                     |
|  | Marcatori | 7’, 81’ Eto'o 53’ Traoré 68’ Shatov |

| Arbitro: | Ruddy Buquet |

|                      |           |  |
| Šatov 63’ Smolov 74’ | Marcatori |  |

| Arbitro: | Michael Oliver |

|  |           |                       |
|  | Marcatori | 48’, 84’ (rig.) Eto'o |

| Arbitro: | Michael Koukoulakis |

|            |           |  |
| Traoré 51’ | Marcatori |  |

| Arbitro: | Svein Oddvar Moen |

|  |           |                                                                            |
|  | Marcatori | 17’ Boussoufa 45+2’ Eto'o 79’ Traoré 83’ Carcela-Gonzalez 90+4’ Lachijalov |

| Arbitro: | Hüseyin Göçek |

|                 |           |                    |
| Di Natale 90+2’ | Marcatori | 45’ (aut.) Padelli |

| Arbitro: | Felix Zwayer |

|                      |           |  |
| Eto'o 62’ (rig.) 90’ | Marcatori |  |

| Arbitro: | Bas Nijhuis |

|             |           |  |
| Downing 53’ | Marcatori |  |

| Arbitro: | David Fernández Borbalán |

|            |           |  |
| Traoré 45’ | Marcatori |  |

| Arbitro: | Serge Gumienny |

|                     |           |  |
| Samba 72’ Eto'o 75’ | Marcatori |  |

| Arbitro: | Matej Jug |

|                                      |           |               |
| Zárate 38’ Costanzo 52’ González 90’ | Marcatori | 45+2’ Ahmedov |

| Arbitro: | Marijo Strahonja |

|                                     |           |            |
| Eto'o 34’ Ahmedov 48’ Boussoufa 64’ | Marcatori | 23’ Huszti |

| Arbitro: | Jonas Eriksson |

|           |           |              |
| Pinto 70’ | Marcatori | 90+9’ Traoré |

| Mosca 7 marzo 2013, ore 18:00 CET Ottavi di finale - andata | Anži       | 0 – 0 referto | Newcastle | Stadio Lužniki\| Arbitro: \| István Vad \| |
| Arbitro:                                                    | István Vad |               |           |                                            |

| Arbitro: | Deniz Aytekin |

|             |           |  |
| Cissé 90+3’ | Marcatori |  |